# 淺草神社
淺草神社位於日本東京都台東區淺草的淺草寺本堂東側，供奉的是土師真中知、檜田浜成、檜前武成，三位對於淺草寺創立有密切關聯的人，每年5月17日都會舉行三社祭。現在被指定為重要文化財產。

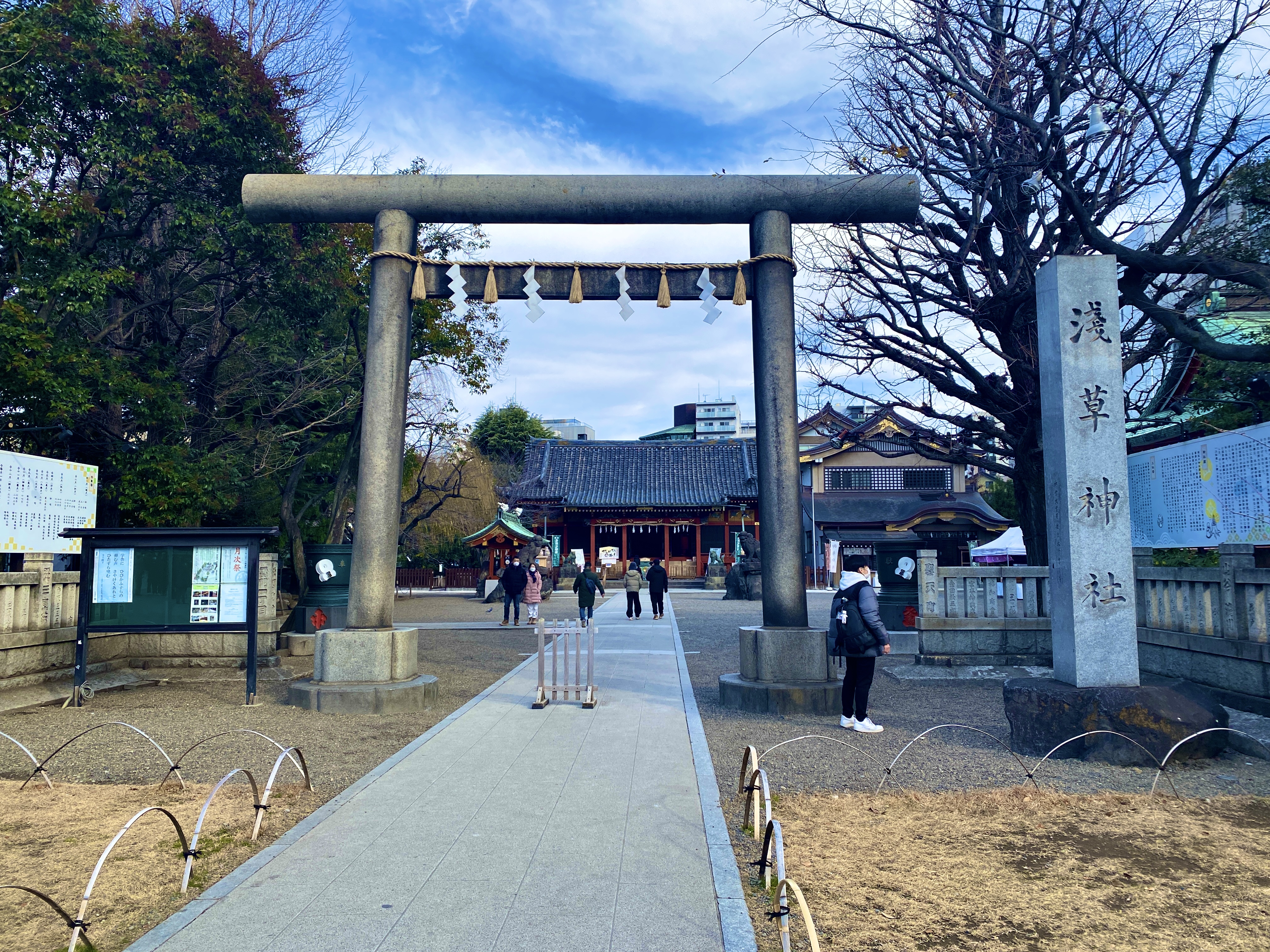
通往浅草神社的道路上的鸟居

## 外部連結
- 淺草神社 （页面存档备份，存于）